# Raize – Instituição de Pagamentos, S.A
A Raize é a primeira Fintech em Portugal dedicada ao financiamento da economia, disponibilizando uma plataforma de financiamento e de pagamentos que assegura a segurança, fiabilidade e monitorização de transferências e recebimentos de fundos de clientes. 

## História
Em 2013, quando a banca nacional apresentava sinais de fraqueza, por força da crise financeira, os fundadores decidiram criar uma empresa de peer-to-peer lending para apoiar o financiamento das empresas portuguesas. Iniciada em 2014, a Raize é uma empresa fintech pioneira em Portugal no desenvolvimento de serviços de financiamento, pagamentos e utilização de novas tecnologias na área financeira.

A Raize – Instituição de Pagamentos, S.A. é uma instituição de pagamentos, autorizada e supervisionada pelo Banco de Portugal, nos termos do Regime Geral das Instituições de Crédito e Sociedades Financeiras (RGICSF) e do Regime Jurídico dos Serviços de Pagamento e da Moeda Eletrónica (RJSPME).

## Entrada na Bolsa
A Raize foi admitida à negociação no mercado do Euronext Access no dia 18 de julho de 2018 como resultado da Oferta Pública de Venda Inicial (OPVI), tornando-se na primeira plataforma europeia de peer-to-peer lending a entrar em bolsa. Como resultado da operação promovida, a Raize transformou-se numa das empresas portuguesas com maior número de acionistas individuais.

## Outras empresas associadas
Raizecrowd – Serviços de Informação e Tecnologia, Lda

A Raizecrowd é uma entidade gestora de plataformas de financiamento colaborativo autorizada e supervisionada pela CMVM, nos termos do Regime Jurídico aprovado pela Lei n.º 102/2015, de 24 de agosto. A Raizecrowd é detida a 100% pela Raize.

Insuraize, Sociedade Unipessoal, Lda

A Insuraize, é uma subsidiária da Sociedade e agente de seguros Vida e Não Vida autorizado pela ASF com o nº 420563248/2. A Insuraize é detida a 100% pela Raize.